# Christian Nerlinger
Christian Nerlinger (født 21. marts 1973 i Dortmund, Vesttyskland) er en tidligere tysk fodboldspiller, der spillede som central midtbane. Han repræsenterede på klubplan primært FC Bayern München og Borussia Dortmund, men havde også ophold hos FC Kaiserslautern samt hos Rangers i Skotland. Med Bayern München var han med til at vinde blandt andet to tyske mesterskaber og UEFA Cuppen, mens han med Rangers vandt det skotske mesterskab.
Nerlinger blev i 2009 udnævnt til ny manager/sportsdirektør i Bayern München, men han blev fyret efter en skuffende 2011/2012-sæson.

## Landshold
Nerlinger spillede desuden seks kampe for Tysklands landshold, hvori han scorede ét mål. Han debuterede den 5. september 1998 i et opgør mod Rumænien.

## Titler
Bundesligaen
- 1994 og 1997 med Bayern München

DFB-Pokal
- 1998 med Bayern München

DFB-Ligapokal
- 1997 med Bayern München

UEFA Cup
- 1996 med Bayern München

Skotsk Premier League
- 2003 med Rangers F.C.

Skotsk FA Cup
- 2002 og 2003 med Rangers F.C.